# Ribatajada
Ribatajada es una localidad española del municipio de Sotorribas, perteneciente a la provincia de Cuenca, en la comunidad autónoma de Castilla-La Mancha. Se trata de una entidad local menor y está situada en el corazón del Campo de Ribatajada (Campichuelo). 

## Geografía

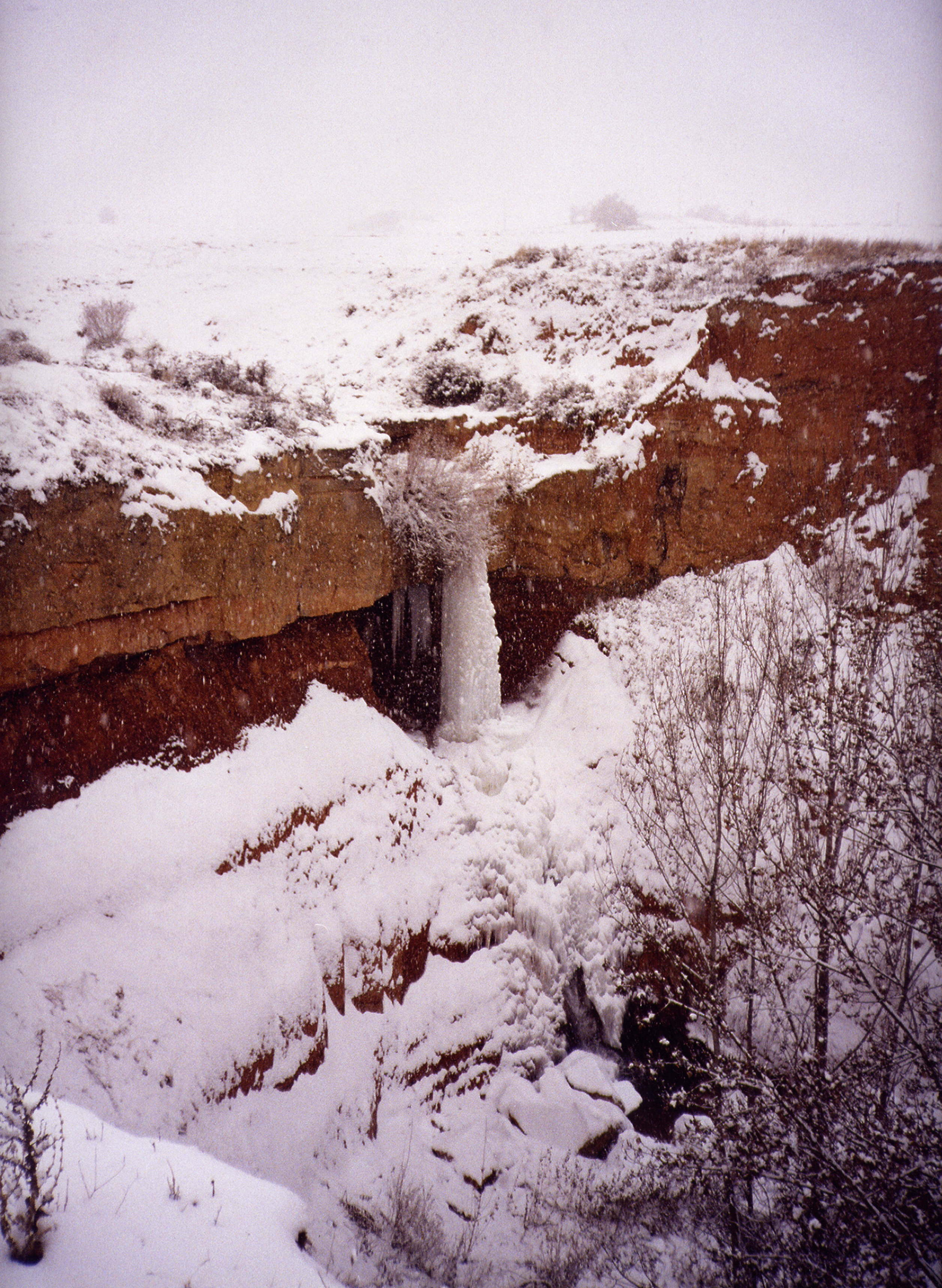
La Chorrera nevada

Se encuentra a 35 km de Cuenca, entre la Serranía y la Alcarria conquense. Sus tierras están recorridas por el río Trabaque y un afluente, el arroyo de San Vicente que cerca del núcleo urbano forma un atractivo salto de agua llamado La Chorrera. La población se encuentra asentada en la ladera sur de un cerro coronado con una ermita. Los campos de cultivo y huertos ocupan gran parte del término municipal, el resto son dehesas pobladas de chaparros principalmente y monte bajo. 
Se encuentra a una altitud de 940 m sobre el nivel del mar.

## Historia
Hacia mediados del siglo XIX, el lugar, por entonces con ayuntamiento propio, tenía contabilizada una población de 323 habitantes. La localidad aparece descrita en el decimotercer volumen del Diccionario geográfico-estadístico-histórico de España y sus posesiones de Ultramar de Pascual Madoz de la siguiente manera:

RIBATAJADA: v. con ayunt. en la prov. y dióc. de Cuenca (5 leg.), part. jud. de Priego (5), aud. terr. de Albacete (20) y c. g. de Madrid (24). sit. á corta dist. del r. Trabaque, en terreno algo quebrado; su clima es frio; combatido por los vientos de N. y E. y propenso á calenturas intermitentes. Consta de 70 casas, inclusa la del ayunt., que sirve tambien de cárcel; escuela de primeras letras concurrida por 40 niños, dotada con 17 fan. de trigo; una fuente de buena agua; igl. parr. (San Juan Bautista) de primer ascenso, que tiene por anejos á Ribatajadilla y á Pajares, servida por un cura y dos tenientes para los anejos; al N. de la v. y á corta dist. la ermita de Ntra, Sra. de la Estrella, y al E. otra con el título de la Concepcion. El térm. confina por N. con La Frontera; E. Pajares y Ribatajadilla; S. Arcos, y O. Ribagorda: en su jurisd. hay un cas.; su terreno disfruta de monte y llano, y es de segunda, tercera, cuarta y quinta calidad; le cruzan 2 pequeños arroyos, el uno por el N. del térm. denominado Trabaque, en el cual bay un puente de madera y se junta al Guadiela, y el otro es de menos caudal que el primero y se incorpora en el anterior; al E. hay una deh. boyal poblada de pinos, robles y marañas. Los caminos son locales y en mal estado. La correspondencia se recibe de Cuenca los domingos, y sale los mismos dias. prod.: trigo, cebada, centeno, arena, patatas, judias y algun vino; se cria ganado lanar, cabrio y vacuno; caza de liebres, conejos y perdices, y pesca de cangrejos. ind.: la agrícola y un molino harinero. pobl.: 56 vec., 323 alm. cap. prod.: 734,640 rs. imp.: 36,932.
(Madoz, 1849, pp. 458-459)

El municipio de Ribatajaa desapareció en 1976, al fusionarse con los de Ribagorda, Ribatajadilla, Torrecilla, Collados y Sotos para formar el nuevo término municipal de Sotorribas.

## Demografía
| Gráfica de evolución demográfica de Ribatajada entre 1842 y 1970 |
| |
| Población de derecho según los censos de población del INE Población de hecho según los censos de población del INEEntre el censo de 1981 y el anterior, este municipio desaparece porque se integra en el municipio Sotorribas |

La población de hecho aumenta significativamente los fines de semana y periodos vacacionales.

## Patrimonio
En la localidad hay una iglesia parroquial bajo la advocación de San Juan Bautista. En el municipio también se encuentra la ermita de Nuestra Señora de la Estrella. Otra edificación es la Casa de los Diezmos, hoy convertida en vivienda particular.
- Iglesia parroquial de San Juan Bautista. De estilo románico del siglo XIII con ampliaciones y reformas de los siglos XVI y XVII. Iglesia de una sola nave, con cabecera de ábside semicircular y presbiterio recto; en el lado sur del presbiterio se adosa un pequeño cuerpo de sacristía. Tiene espadaña en el muro de poniente y dos portadas, una en el muro sur que sirve de acceso al edificio, y otra cegada en el muro oeste que daba paso a un pequeño recinto rodeado por un muro utilizado en su día como cementerio. La antigua iglesia románica ha sufrido una serie de transformaciones hasta configurarla con el aspecto que presenta en la actualidad, que se centraron, en el siglo XVI, en la sustitución del arco de triunfo original por otro de gusto del gótico final y una importante reforma barroca, ya en el siglo XVII, en la que se derribaron los muros laterales de la nave para hacer una más amplia y elevada y, aunque el muro de los pies se respetó en su conjunto, sufrió también la ampliación en anchura y altura.En esta reforma se respetó la portada original que, por razones económicas, sentimentales y dada su calidad, fue desmontada y vuelta a montar en el nuevo muro meridional. En el interior, la cubierta de la cabecera se realiza mediante falsa bóveda de cañón de yeso en el presbiterio y de cuarto de esfera en el ábside; en la separación entre presbiterio y ábside se sitúa un arco de medio punto de ladrillo. Los paramentos del ábside, son esquinas resaltadas al interior, así como los del presbiterio, se construyen con mampostería vista y se coronan por una cornisa de yeso que constituye el arranque de las bóvedas. En el ábside existe un banco corrido sobre el que hace unos años se ha colocado una pequeña arquería imitando ejemplos antiguos del más clásico y puro estilo románico. En el lado sur del presbiterio se abre una puerta que da paso a la sacristía, resuelta con arco rebajado compuesto de cordón, escocia y cordón, descendiendo los cordones, a modo de columnas, hasta la base en el propio muro de piedra. El paso de la nave al presbiterio se resuelve mediante un arco triunfal de medio punto moldurado, producto de la reforma del siglo XVI, que apoya sobre pilares también moldurados de planta poligonal, el de la izquierda en parte desaparecido e imitado en yeso, con capiteles y basamentos decorados con bolas. La nave única, resultado de la reforma del siglo XVII, se cubre con bóveda de yeso sobre falsos arcos fajones doblados y formeros formando lunetos, que apoyan en pilastras adosadas al muro a través de una cornisa de yeso moldurada y volada. De esta forma la nave queda dividida en tres tramos, el primero y más próximo al presbiterio, más estrecho que los otros dos restantes y el último, ocupado por un coro alto. En el muro de los pies de la nave y, en parte, oculta por el suelo del coro, existe una ventana abocinada, de piedra, de época románica. Bajo ella, un gran hueco hornacina, también de piedra, abierto mediante arco rebajado y de época posterior a la románica. En el exterior, la cubrición del edificio se realiza a dos aguas en todo el conjunto, a excepción del cuerpo añadido de sacristía que lo hace a una, con teja cerámica curva. El vuelo de los aleros se resuelve mediante dos roscas de teja vuelta; la cabecera conserva la cornisa y canecillos originales. La construcción del conjunto se realiza en mampostería con remates de sillar en las esquinas. En el muro de los pies se sitúa la espadaña original, embutida entre el añadido de muros laterales de la ampliación de la nave. Se estructura en tres cuerpos separados por una simple moldura y conserva las esquinas de sillar, a excepción de la parte superior del segundo cuerpo donde se produjo la sobre elevación. El cuerpo superior, de sillar, se remata de forma triangular y en él se abren dos huecos de arco de medio punto para campanas. Con toda probabilidad éste era el cuerpo superior de la espadaña primitiva que sería desmontado y vuelto a montar como ocurrió con la portada. En el cuerpo inferior de esta espadaña se abría una antigua portada, hoy cegada, que daba paso al cementerio, resuelta con un simple arco apuntado adovelado, apoyado a través de una cornisa sobre pilastras. En los cuerpos superiores se abren dos huecos de iluminación de la nave; el inferior de medio punto pudo corresponder a una antigua ventana románica de la que hoy sólo quedaría el hueco; en el superior, adintelado, fue abierto posteriormente. El muro norte de la nave se encuentra, rematado por alero sobre dos roscas de teja vuelta, enlucido y ciego. La cabecera, formada por ábside semicircular y presbiterio recto, no ha sufrido reformas, por los que mantiene su altura original, inferior a la de la nave. Se encuentra rematada por la cornisa original románica con borde de moldura cóncava. Se apoya en una serie de canecillos, de distinto formato, con decoración de billetes, clavos, martillos y bolas. En el centro del tambor del ábside se abre una ventana de arco de medio punto recercado de sillar. En el muro sur se sitúa el cuerpo añadido de sacristía, que por ser de altura inferior deja ver la línea de cornisa y canecillos originales del presbiterio, decorados fundamentalmente con motivo de bolas. En este muro se sitúa la portada, de gran belleza y desarrollo. Se inscribe sobre un cuerpo de portada de sillar, que marca el abocinamiento. Se remata este cuerpo con tejaroz y dos roscas de teja vuelta, aunque originariamente pudo tener cornisa de piedra y canecillos.
- Ermita de la Virgen de la Estrella. Situada en un cerro que domina todo el paraje circundante. Se trata de una ermita de una sola nave con presbiterio o cabecero semicircular de tipo absidial. En el extremo del mismo contrafuerte sobre el que se apoya la viga central que soporta la cubierta a dos aguas con que se cubre. Portada lateral de acceso en sillería adovelada formando medio punto con anagrama sobre la clave. Al interior coro sobre pie derecho central, de madera labrada en la zapata. En el frontal espadaña de un ojo. Fábrica de cal y canto, sillarejo en esquinas y espadaña.

## Gastronomía
Uno de los platos más destacados en la zona es el morteruelo.

## Fiestas
La patrona de Ribatajada es La Virgen de la Estrella, que se celebra el 8 de septiembre, con varios días de verbena y actividades como juegos y comidas para todo el pueblo.
El patrón es San Juan Bautista, celebrado el 24 de junio, día que se reparte la "Caridad", rollos de anís con los que se elaboran "mojaos", empapando trozos de rollo en vino y azúcar.
El día de San Antonio, el 13 de junio, también se reparten estos rollos.
Desde 2011, en agosto se celebra el MARCA PROPIA Festival Rock, uno de los principales festivales de música de la provincia de Cuenca, donde se pueden ver en directo y gratuitamente importantes grupos de rock, ska, punk,...

## Servicios
Ribatajada cuenta con línea de autobús regular a Cuenca los lunes, miércoles y viernes, desde la plaza del pueblo a la estación de autobuses de Cuenca. 
El consultorio médico atiende a la población también los lunes,miércoles y viernes, con el mismo horario que el botiquín. El centro social sirve para la realización de actividades de jóvenes y mayores. 
Cuenta con un horno-panadería con venta diaria de pan y dulces para este y otros pueblos de la comarca. Una tienda de comestibles y un bar completan la oferta comercial de la localidad. Además es habitual varias veces por semana la venta ambulante de productos de droguería, congelados, pescados,...
Si queremos alojarnos, ya sea una sola noche o pasar una temporada, Ribatajada cuenta con varias casas y apartamentos rurales de diversa capacidad ("Casa Serrano", "Casa rural Los Olmos", y "Casa Clares") que conviene reservar con altelación.
Localidades cercanas completan la oferta de servicios como Cañamares a unos 20 minutos o Villalba de la Sierra a 25 minutos con supermercados, carnicerías, cajeros,... Asimismo, Cuenca se encuentra a unos 25 minutos en coche. El centro de salud más cercano se encuentra en Villalba de la Sierra.